# Promanus depressus
Promanus depressus is een keversoort uit de familie schorsknaagkevers (Trogossitidae). De wetenschappelijke naam van de soort werd in 1877 gepubliceerd door David Sharp.